# Brasil-Zimbábue em futebol
Histórico dos resultados dos confrontos de futebol entre Zimbabwe e Brasil:

## Masculino

### Seleção principal
| № | Data               | Local                               | Jogo              | Resultado | Competição       |
| - | ------------------ | ----------------------------------- | ----------------- | --------- | ---------------- |
| 1 | 2 de junho de 2010 | Estádio Nacional, Harare (Zimbábue) | Zimbabwe – Brasil | 0 – 3     | Partida amistosa |

#### Estatísticas
Última partida: 2 de junho de 2010
| Competição       | Jogos | Vitórias do Brasil | Empates | Vitórias do Zimbabwe | Gols do Brasil | Gols do Zimbabwe |
| ---------------- | ----- | ------------------ | ------- | -------------------- | -------------- | ---------------- |
| Partida amistosa | 1     | 1                  | 0       | 0                    | 3              | 0                |
| Total            | 1     | 1                  | 0       | 0                    | 3              | 0                |